# 広州地下鉄L1形電車
広州地下鉄 L1・L2 形電車（广州地铁 L1、L2 型列车）は、広州地下鉄4号線及び5号線に使用されるリニアモーター駆動式の通勤型電車である。車両は中国では初となるリニア駆動方式で、最高速度は 90km/h となる。

## 導入経緯

### 契約締結
2004年8月、四方機車車輌と川崎重工業、伊藤忠商事が協力し、広州地下鉄4・5号線のリニアモーター車両契約を締結した。伊藤忠商事が川崎重工業と三菱電機からリニアモーター車両技術を導入し、四方機車車両が列車の設計と生産を担当した。

### L1形電車導入
2005年11月27日、L1形試作車（最初の2本）の製造が完了した。
2005年12月6日、L1形試作車が広州に到着した。同年12月26日の4号線開通試験運用に間に合わなければならなかったため、この2本列車は西塱車両基地で編成を解いた後、すぐに平板車で新造車両基地に転送され、その後4号線本線で試運転が行われた。
2007年、L1形電車のすべての製造が完了した。

### L2形電車導入
2008年11月23日、最初の2本L2形電車が広州に到着し、すぐに新造車両基地に運ばれて試運転を行った。
2009年3月27日、6本のL2形電車が新造車両段から魚珠車両段に転出した。
2010年、L2形電車のすべての製造が完了した。

## 編成表
| 四號線列車（L1型） |   |        |        |   |        |        |   |        |        |   |        |        |   |
| 車両番号           | = | 04A0xx | 04A0xx | - | 04B0xx | 04B0xx | + | 04B0xx | 04B0xx | - | 04A0xx | 04A0xx | = |
| パンタグラフ       | = |        | >      | - |        |        | + |        |        | - | <      |        | = |
| 列車編成           | = | Mcp    | Mcp    | - | M      | M      | + | M      | M      | - | Mcp    | Mcp    | = |
| 集電靴             | = | T      |        | - |        | T      | + | T      |        | - |        | T      | = |

| 四號線列車（L1型）車両番号                      | 四號線列車（L1型）車両番号             | 四號線列車（L1型）車両番号        |
| ----------------------------------------------- | -------------------------------------- | --------------------------------- |
| 04A001 - 04B001 - 04B002 - 04A002 [SC]          | 04A021 - 04B021 - 04B022 - 04A022      | 04A041 - 04B041 - 04B042 - 04A042 |
| 04A003 - 04B003 - 04B004 - 04A004 [SC]          | 04A023 - 04B023 - 04B023 - 04A024 [AG] | 04A043 - 04B043 - 04B044 - 04A044 |
| 04A005 - 04B005 - 04B006 - 04A006               | 04A025 - 04B025 - 04B026 - 04A026      | 04A045 - 04B045 - 04B046 - 04A046 |
| 04A007 - 04B007 - 04B008 - 04A008               | 04A027 - 04B027 - 04B028 - 04A028      | 04A047 - 04B047 - 04B048 - 04A048 |
| 04A009 - 04B009 - 04B010 - 04A010               | 04A029 - 04B029 - 04B030 - 04A030      | 04A049 - 04B049 - 04B050 - 04A050 |
| 04A011 - 04B011 - 04B012 - 04A012               | 04A031 - 04B031 - 04B032 - 04A032 [AG] | 04A051 - 04B051 - 04B052 - 04A052 |
| 04A013 - 04B013 - 04B014 - 04A014               | 04A033 - 04B033 - 04B034 - 04A034      | 04A053 - 04B053 - 04B054 - 04A054 |
| 04A015 - 04B015 - 04B016 - 04A016               | 04A035 - 04B035 - 04B036 - 04A036      | 04A055 - 04B055 - 04B056 - 04A056 |
| 04A017 - 04B017 - 04B018 - 04A018               | 04A037 - 04B037 - 04B038 - 04A038      | 04A057 - 04B057 - 04B058 - 04A058 |
| 04A019 - 04B019 - 04B020 - 04A020               | 04A039 - 04B039 - 04B040 - 04A040      | 04A059 - 04B059 - 04B060 - 04A060 |
| SC 試作車 AG 「アジア競技大会吉祥号列車」だった |                                        |                                   |

| 五號線列車（L2型） |   |        |        |   |        |        |   |        |        |   |        |        |   |        |        |   |        |        |   |
| 車両番号           | = | 05A0xx | 05A0xx | - | 05B0xx | 05B0xx | - | 05C0xx | 05C0xx | - | 05C0xx | 05C0xx | + | 05B0xx | 05B0xx | - | 05A0xx | 05A0xx | = |
| パンタグラフ       | = |        | >      | - |        |        | - |        | >      | - |        |        | + |        |        | - | <      |        | = |
| 列車編成           | = | Mcp    | Mcp    | - | M      | M      | - | Mp     | Mp     | - | M      | M      | + | M      | M      | - | Mcp    | Mcp    | = |
| 集電靴             | = | T      |        | - |        | T      | - | T      |        | - |        | T      | + | T      |        | - |        | T      | = |

| 五號線列車（L2型）車両番号                          | 五號線列車（L2型）車両番号                          |
| --------------------------------------------------- | --------------------------------------------------- |
| 05A001 - 05B001 - 05C001 - 05C002 - 05B002 - 05A002 | 05A003 - 05B003 - 05C003 - 05C004 - 05B004 - 05A004 |
| 05A005 - 05B005 - 05C005 - 05C006 - 05B006 - 05A006 | 05A007 - 05B007 - 05C007 - 05C008 - 05B008 - 05A008 |
| 05A009 - 05B009 - 05C009 - 05C010 - 05B010 - 05A010 | 05A011 - 05B011 - 05C011 - 05C012 - 05B012 - 05A012 |
| 05A013 - 05B013 - 05C013 - 05C014 - 05B014 - 05A014 | 05A015 - 05B015 - 05C015 - 05C016 - 05B016 - 05A016 |
| 05A017 - 05B017 - 05C017 - 05C018 - 05B018 - 05A018 | 05A019 - 05B019 - 05C019 - 05C020 - 05B020 - 05A020 |
| 05A021 - 05B021 - 05C021 - 05C022 - 05B022 - 05A022 | 05A023 - 05B023 - 05C023 - 05C024 - 05B024 - 05A024 |
| 05A025 - 05B025 - 05C025 - 05C026 - 05B026 - 05A026 | 05A027 - 05B027 - 05C027 - 05C028 - 05B028 - 05A028 |
| 05A029 - 05B029 - 05C029 - 05C030 - 05B030 - 05A030 | 05A031 - 05B031 - 05C031 - 05C032 - 05B032 - 05A032 |
| 05A033 - 05B033 - 05C033 - 05C034 - 05B034 - 05A034 | 05A035 - 05B035 - 05C035 - 05C036 - 05B036 - 05A036 |
| 05A037 - 05B037 - 05C037 - 05C038 - 05B038 - 05A038 | 05A039 - 05B039 - 05C039 - 05C040 - 05B040 - 05A040 |
| 05A041 - 05B041 - 05C041 - 05C042 - 05B042 - 05A042 | 05A043 - 05B043 - 05C043 - 05C044 - 05B044 - 05A044 |
| 05A045 - 05B045 - 05C045 - 05C046 - 05B046 - 05A046 | 05A047 - 05B047 - 05C047 - 05C048 - 05B048 - 05A048 |
| 05A049 - 05B049 - 05C049 - 05C050 - 05B050 - 05A050 | 05A051 - 05B051 - 05C051 - 05C052 - 05B052 - 05A052 |
| 05A053 - 05B053 - 05C053 - 05C054 - 05B054 - 05A054 | 05A055 - 05B055 - 05C055 - 05C056 - 05B056 - 05A056 |
| 05A057 - 05B057 - 05C057 - 05C058 - 05B058 - 05A058 | 05A059 - 05B059 - 05C059 - 05C060 - 05B060 - 05A060 |

## 車体
L1形電車は薄い白を主色調とし、両側にそれぞれ鮮やかなバラの赤の飾り帯があり、先頭の「羊の角」マークは白である。L2形電車の上半分は薄い白色を基調とし、車体の下には薄い青色を基調とし、両側には濃い青色の装飾帯と赤い装飾帯があり、先頭の「羊の角」マークは元は白色で、後に赤色に変更された。
L1・L2形電車は軽量化構造を採用し、そのうち車体は大断面押出アルミニウム合金形材を用いて溶接され、床・屋根・側壁と端壁はすべて断熱と防音材を用いている。

## 車内
各車の両側には、3対のプラグドア、縦壁に配置された2つのロングシートと2つのショートシート、4台の15インチLCDテレビが設置されている。

L1・L2形電車の運用開始当時、ドアの上には折れ線LED路線図が設置されていた。2017年以降、L2形はこの路線図を使用しており、L1形はシール路線図とLED走字スクリーンを使用するように変更された。

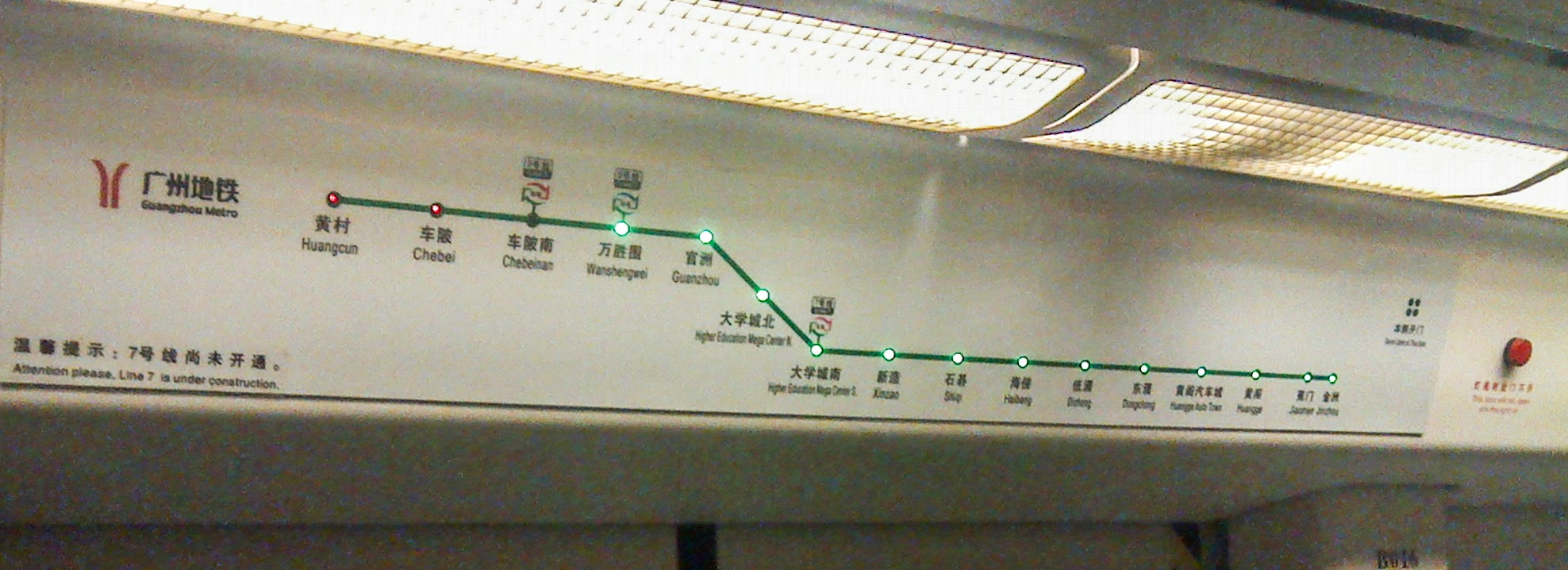
L1形の元折れ線LED路線図
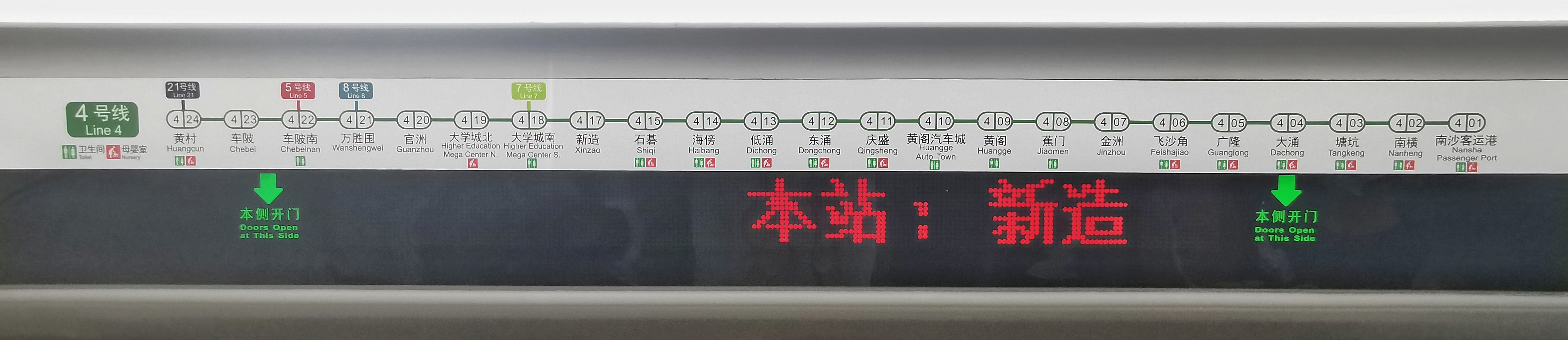
L1形のLED走字スクリーン

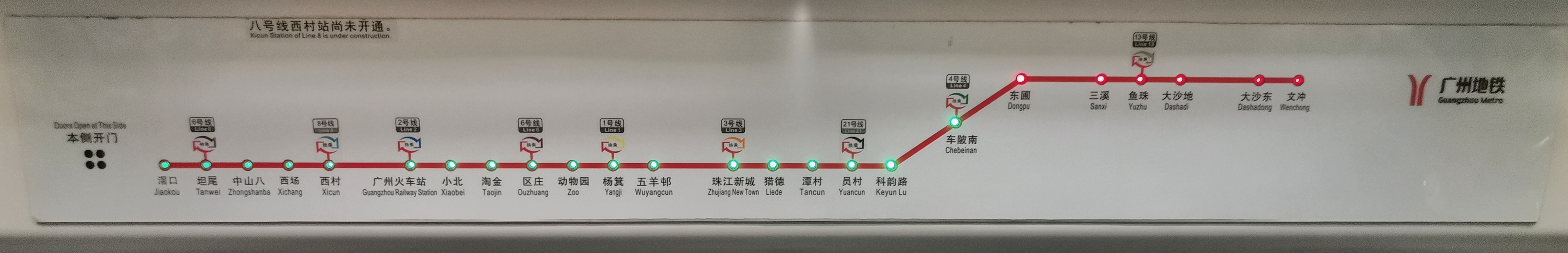
L2形の折れ線LED路線図

先頭車の運転室にはドア越しに展望窓が設けられており、2014年9月から運営安全を考慮して徐々に閉鎖されている。

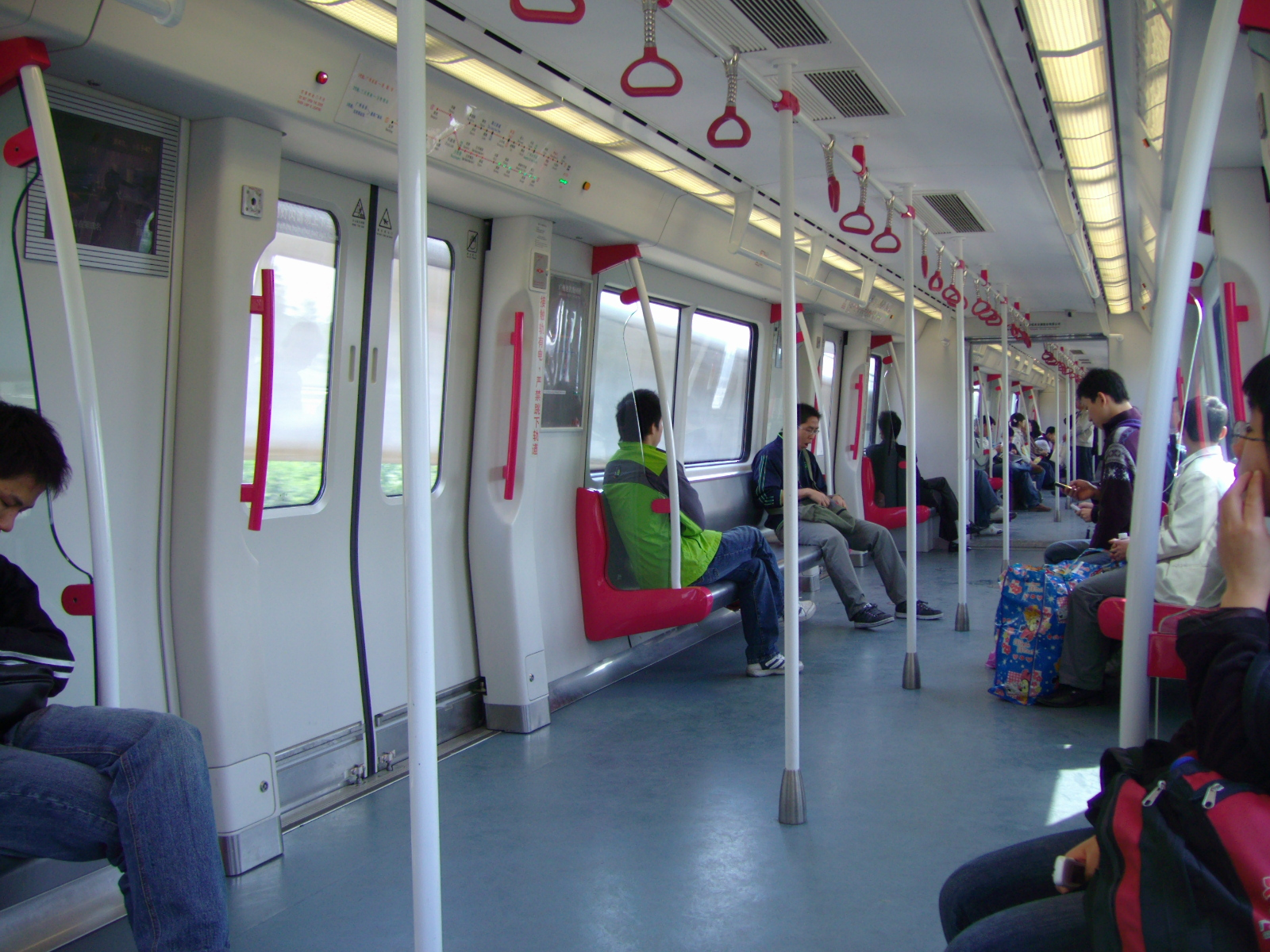
L1形の車両内部
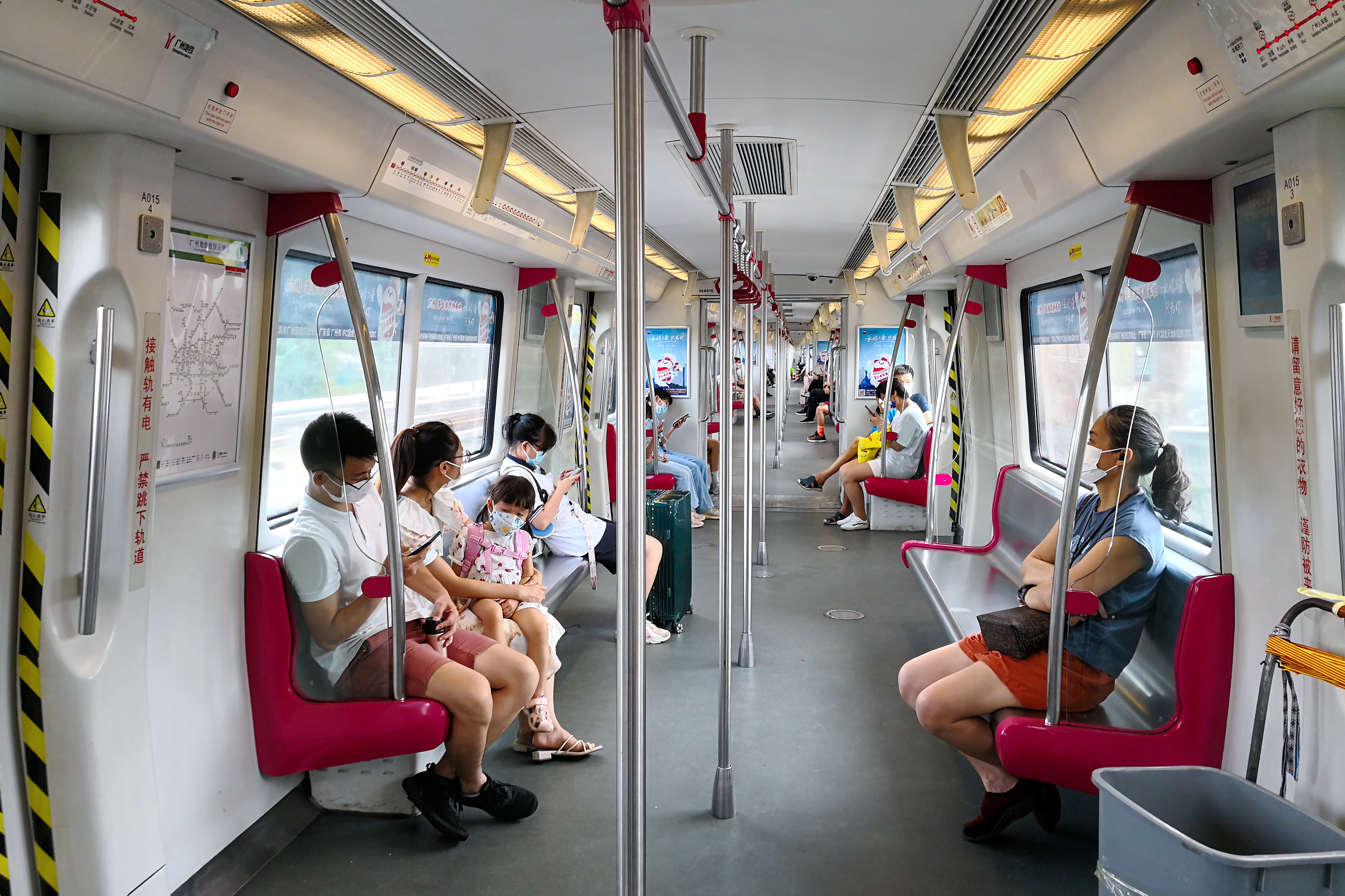
L2形の車両内部
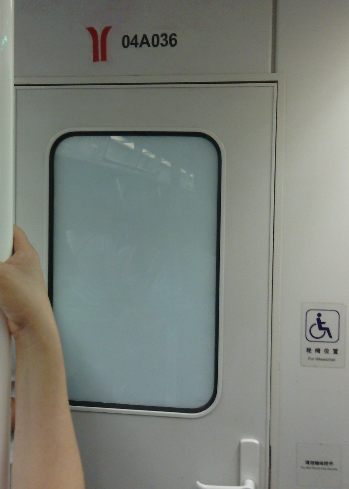
L1形の展望窓
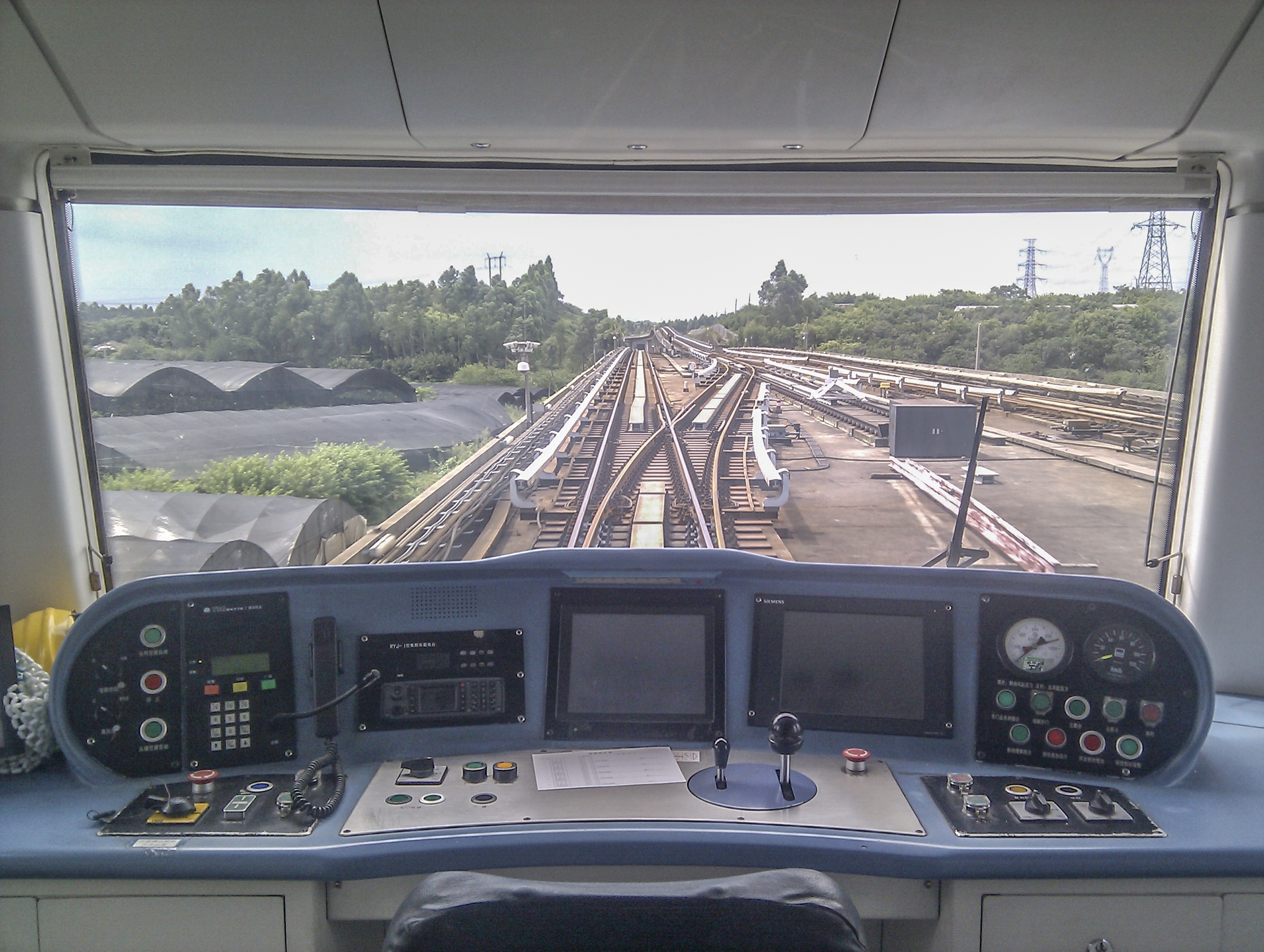
L1形の運転台

## 主要機器

### 台車
L1・L2形各車にボンバルディア製 BM3000-LIM コンパクトフレキシブル台車を2台ずつ取り付け、リニアモーターの動作性能を改善する上で特殊な設計を経て、旋回半径が小さく、登坂能力が強く、リム摩耗が小さく、騒音が低く、メンテナンスコストが低いという特徴がある。

### 床下機器
主電動機・制御装置・補助電源装置はすべて三菱電機が設計した。
主電動機は、1時間定格出力 155 kW の MB-7009-A 形三相リニア誘導電動機を採用した。各車には主電動機を2台ずつ取り付け、モーターの定格電圧は 1100 V、定格電流は 210 A、動作周波数は 22.5 Hz、同期速度は 45.5 km/h である。
制御装置は、IGBT素子を使用した2レベルVVVFインバータ（MAP-164-15V148 形、容量 2×540 kVA）を採用し、L1形は1本に2基を装備し、L2形は1本に3基を装備する。各インバータには、MS-F207B 形パワーユニット2基が含まれており、1C2M2群方式でインバータ所在する車両と隣接車両の主電動機を制御している。
補助電源装置は、IGBT素子を使用した 140 kVA 出力の NC-IAT140A 形静止形インバータを採用し、L1形は1本に2基を装備し、L2形は1本に3基を装備する。
ブレーキ制御装置は、クノールブレムゼ製 EP2002 形アナログ式電気空力制動システムを採用して、VV120 空気圧縮機とその付属電機・エアシリンダ・ゲートウェイバルブ、インテリジェントバルブ・速度センサ・滑り止め電子制御ユニットなどから構成される。

### 屋上機器
屋上に配置された機器としては、冷房装置とパンタグラフがある。冷房装置は王牌冷気（石家荘国祥）製、各車には KG35 形冷房ユニット2台（35 kWの冷房量を有する）と HQ43P 形排気装置1台を取り付ける。パンタグラフは STEMMANN 製 Fb 800.09 形、L1形は1本に2基を装備し、L2形は1本に3基を装備し、車両基地内で列車に電力を供給する。

## アジア競技大会吉祥号列車
L1形型列車のうち、04x023-024 と 04x031-032 編成は2010年広州アジア競技大会の宣伝列車「アジア競技大会吉祥号」としてラッピングされたことがある。
テーマ列車の宣伝塗装はUVインクで印刷され、薄い緑色を基調として、アジア競技大会の環境保護理念を際立たせた、車体側にはアジア大会の大会マークが、反対側には2010年広州アジア競技大会のマスコットである楽羊羊のスポーツアクションの造形が印刷されている。04x031-032 は、2009年8月29日午前、新造車両基地で出発式が行われ、その後 04x023-024 も同様のラッピングが行われた。この2本列車は2014年に塗装を撤去した。

## 放火事件被災列車
2011年1月10日22時20分ごろ、L2形列車の 05x055-056 編成が小北駅と広州駅の区間を走っていたとき、車内の小さなガスボンベが燃えていた。車内の地下鉄職員、警備員、乗客がすぐに消火器を取り出して火を消し、同時に速やかに大衆を避難させ、負傷者は出なかった。この列車は修復を経て、2012年3月頃に運転を再開した。